# Botifarra (Mallorca)
Botifarra és el nom popular que rep a Mallorca qualsevol membre de l'antiga noblesa mallorquina. Es considera que el nom podria ser una derivació de botifler, qualificatiu amb el qual s'anomenaven els partidaris del pretendent borbó Felip V durant la Guerra de Successió. El sentit genèric que prengué el mot amb posterioritat es degué deure a la posició d'una part important de la noblesa mallorquina a favor de Felip V i en contra dels defensors de les llibertats i privilegis del Regne de Mallorca. Per contra, la causa austracista va tenir a l'illa un marcat caràcter popular.

## La llengua dels botifarres
L'aristocràcia mallorquina, la major part de la qual residia a la Ciutat, tradicionalment s'havia caracteritzat per un sociolecte propi, que la distingia no només del poble pla ans també de la burgesia enriquida; en part, el fet de tenir un parlar propi que els identificava fou una de les coses que, quan el sistema de classes de l'Antic Règim començà a caure, els dotà d'identitat com a grup social.

### Factors històrics
La noblesa mallorquina, a diferència de la valenciana o, fins i tot, la barcelonina, es va castellanitzar molt tard, fins ben entrat el segle xx, cosa que ha permès que hom pogués estudiar llur parlar. Pel que fa a llurs relacions i contactes, la noblesa estava familiaritzada amb la llengua dels pagesos i del camp, per tal com tots ells tenien propietats a fora vila que sovint anaven a visitar, així com estava molt en contacte amb l'anomenat mallorquí de trona, ço és, de l'estament eclesiàstic, i també amb la llengua castellana, la llengua de l'administració i dels funcionaris estatals. En canvi, la parla dels aristòcrates mallorquins s'allunyava, pretesament, de la llengua del poble pla i, especialment, dels mossons, la petita i mitjana burgesia amb pretensions d'ascendir socialment.

### Trets lingüístics
- La llengua dels botifarres presentava reducció vocàlica de la /o/ en els contexts de tipus conill, coixí, costum, pronunciats [ku'ni], [kuʃí] i [kumú]. Això l'allunyava del parlar del poble pla de Palma, mentre que l'acostava a la parla de la Part Forana
- La noblesa mallorquina va mantenir més el subjuntiu present clàssic dels verbs de la 2ª i 3ª conjugació: que jo faça, que jo puga, que jo servesca. Aquest fet el contraposa amb el parlar urbà, que fou el primer que adoptà el nou subjuntiu en -i a totes les conjugacions.
- Es tractava d'un parlar amb més riquesa de tractaments; així, hom distingia el vós del vostè, i apareixien fórmules diverses com ara vossa mercè.
- Pel que fa al lèxic, empraven certs mots que els eren propis. Així, la noblesa mallorquina tractava els avis de senyoravi (mentre que el poble pla fa servir padrí), conservava mots com fraula 'maduixa' (que el poble pla havia substituït pel castellanisme fressa) i, també, havia adoptat castellanismes propis.[3]

## Les Nou Cases
Després de la Guerra de Successió es produí una aliança entre les principals famílies aristocràtiques, que rebé el nom de les Nou Cases pel fet que el conformaven, inicialment, nou llinatges: els Berga, els Cotoner (marquesos d'Ariany), els Dameto (marquesos de Bellpuig), els Safortesa (marquesos del Verger), els Sales, els Sureda i els Sureda de Santmartí (marquesos de Vivot i Marquesos de Vilafranca), els Togores (comtes d'Aiamans) i els Verí. Durant un temps, aquestes nou famílies conformaren l'elit dels botifarres mallorquins.